# Hermanos Dalton

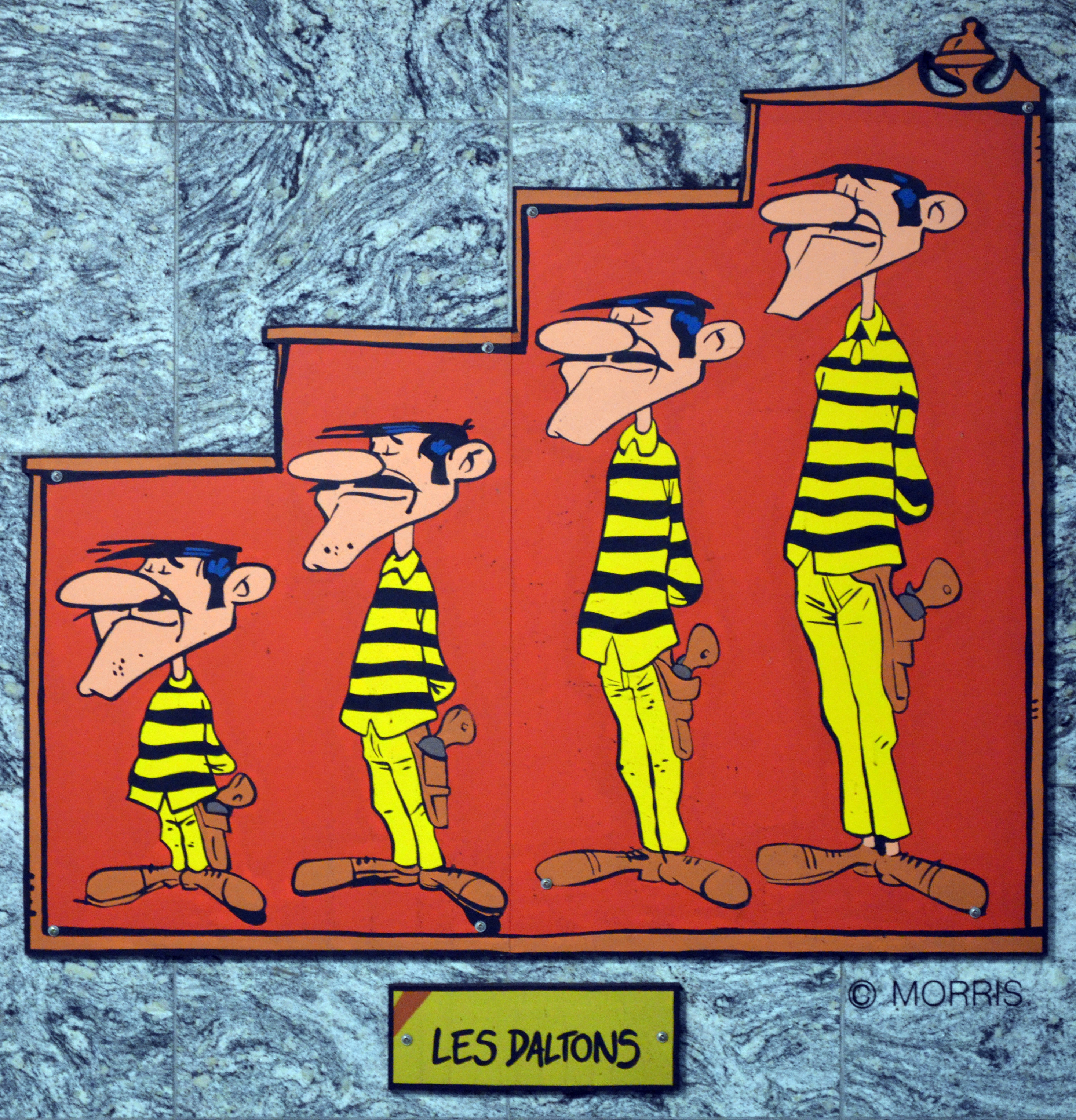
Mural en la estación de metro ligero de Janson, de Charleroi, ciudad de Bélgica en la que se encuentra la sede de la editorial Dupuis, y localidad que es centro del estilo de dibujo de historieta llamado Escuela de Marcinelle y Escuela de Charleroi, propio de Le Journal de Spirou y que se opone al de la revista Tintín, de la Escuela de Bruselas (la de la línea clara).De izquierda a derecha: Joe, William, Jack y Averell.

Los Dalton son unos forajidos ficticios de la serie de historietas franco-belga de wéstern Lucky Luke y los archienemigos más recurrentes de Lucky Luke. Fueron creados por el artista belga Morris y el escritor René Goscinny. Están inspirados libremente en la histórica banda de los Dalton de Estados Unidos, activa a principios de la década de 1890, y se les describe como primos de estos. Mientras que Morris describe a los históricos hermanos Dalton como malvados y exitosos, estos Dalton son mostrados como menos hábiles y más propensos a pelear entre sí. Los cuatro Dalton son idénticos excepto por su estatura e inteligencia: El hermano mayor, Joe, es el más bajo y el más inteligente, mientras que el hermano menor, Averell, es el más alto y el más tonto.
Sus historias en las historietas suelen comenzar con la huida de la banda de la cárcel. Son seguidos por el perro de la prisión, Rantanplán, mientras intentan llevar a cabo cualquiera que sea el plan que Joe Dalton, o su madre Ma Dalton, tengan en mente. Por lo general, la banda es capturada y devuelta a la cárcel al final de la historia, mientras Lucky Luke cabalga hacia la puesta de sol. Los personajes han aparecido en la versión en historietas de Lucky Luke, así como en las adaptaciones de la serie de televisión animada de 1983, la película de 1991 y la serie de televisión de 1992. Una serie animada derivada, Rantanplan, también los incluía, y protagonizaron un programa animado de corta duración que debutó en 2010.

## La aparición de la banda original
Los Dalton "reales" —Bob, Grat, Bill y Emmett— aparecen en la aventura de Lucky Luke "Hors-la-loi" (Fuera de La Ley), escrita y dibujada por Morris en 1951. Morris los dibujó absolutamente idénticos en todo menos en la estatura: Bob era el más bajo y también representado como el más peligroso (era quien lideraba la banda histórica), y Emmett era el más alto (y también el más joven, históricamente). En una entrevista concedida en 1996 durante una retrospectiva en el Museo del Cine de Bruselas, reproducida en L'art de Morris, Morris afirmó que se le ocurrió la idea de estos personajes en un sueño, y dijo:
"Lo que me atrajo de la película de George Marshall When the Daltons Rode [1940] fue que se trataba de cuatro hermanos unidos por muy malas causas. Realmente existieron, pero por supuesto no eran gemelos, ni estaban escalonados en tamaño. Eran primos de los hermanos James, a quienes pretendían superar en crueldad. De hecho, eran verdaderos idiotas, que planificaban meticulosamente ataques que les reportarían un botín sin valor alguno. Cuando estuve en Nueva York, leí mucho sobre ellos". (p. 279)
Al final de esta aventura, todos los Dalton mueren en un intento de doble robo a un banco en Coffeyville, Kansas. Históricamente, Bob y Grat murieron allí, pero Emmett sobrevivió a graves heridas y fue encarcelado durante 14 años, mientras que Bill no participó en absoluto en el asalto. (En una historia posterior de Lucky Luke, se muestra a Emmett como superviviente del tiroteo de Coffeyville y con un hijo, Emmett Jr., que los primos Dalton toman bajo su cuidado, y que se parece a Averell en su glotonería y naturaleza infantil.)

## Los primos ficticios

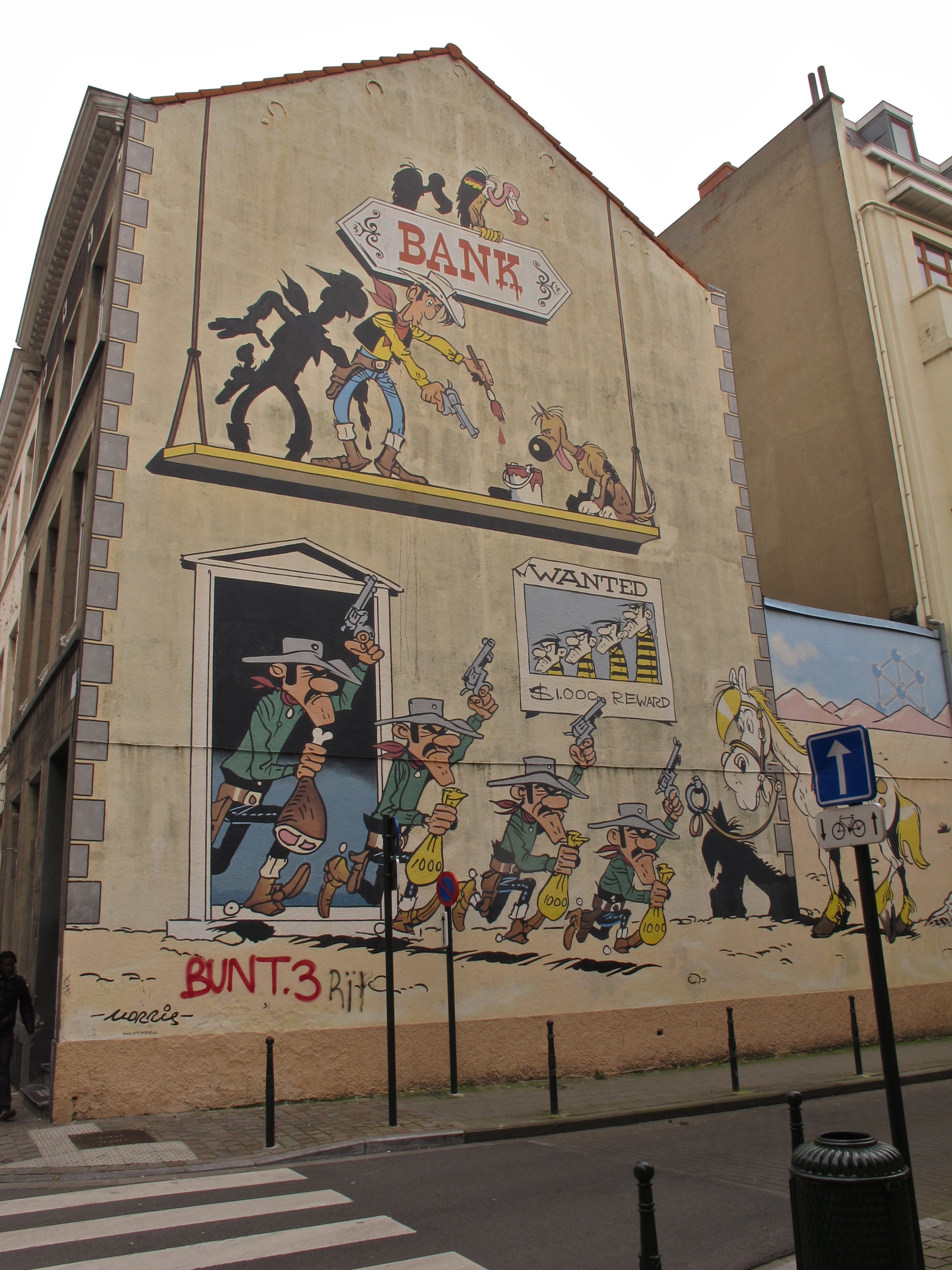
Los Dalton y Lucky Luke retratados en un mural en la Rue de la Buanderie, Bruselas, que forma parte de la Ruta del Cómic de Bruselas.

Morris se arrepintió de haber matado a la banda de los Dalton, que era muy popular entre los lectores. Tras recibir numerosas cartas de los lectores, Morris decidió crear un segundo cuarteto, presentados como primos de los Dalton históricos. En palabras de Morris: 
Que murieran al final de Hors-la-loi fue un gran error por mi parte. Recibí muchas cartas de lectores que pensaban que estos personajes eran muy divertidos y querían que los recuperara. Creé a los primos aún más tontos, habiendo descubierto que la estupidez y la maldad juntas dan lugar a gags muy divertidos. (p. 279) 
A estas alturas, bajo la influencia de René Goscinny, quien se había convertido en el guionista de Lucky Luke, la serie se había hecho más humorística, con una violencia más slapstick y menos letal. Morris le pidió a Goscinny crear al segundo cuarteto. Los hermanos (totalmente ficticios) Joe, Jack, William y Averell Dalton hicieron su debut en la historia Les cousins Dalton (1957; Los primos Dalton). Goscinny escribió, en 1977, en el dossier de prensa de la película animada La Ballade des Dalton (1978; La balada de los Dalton): 
Así que cuando Morris, después de haber matado a los primeros Dalton que había creado, me pidió que los resucitara de alguna manera, fue con entusiasmo que inventé a los Primos Dalton, los cuatro caballeros de la estupidez: Joe, William, Jack y Averell; y cuando digo 'elementos motrices', no quiere decir que vayan hacia adelante. Más bien, vagan en todas las direcciones menos en la correcta.

En cualquier caso, hay, para nosotros, dos misterios respecto a los Dalton. En primer lugar, aunque muestran poco o ningún sentimiento humano, tienen un inquebrantable sentido de la familia.(...) El otro misterio, que nos parece delicioso, es que nuestros cuatro hombres feos son simpáticos y nuestros lectores los adoran."  (p. 690)
El separarse de la historia real de los bandidos le permitió a Goscinny insertar más fantasía en los personajes de los Dalton. Los nuevos Dalton se parecen enormemente a sus "primos". Cada uno de ellos es más alto que el anterior, aunque sus personalidades varían, desde Joe, el temperamental líder, hasta Averell, un aniñado y de pocas luces que piensa sobre todo en comer. Estos Dalton aparecen en muchas de las aventuras de Lucky Luke, normalmente escapando de la cárcel al inicio y siendo devueltos por Luke al final. El perro de la cárcel, Rantanplan, suele ayudar a Luke a localizarlos. 
Todos tienen la misma apariencia, el mismo bigote y la misma nariz bulbosa, diferenciándose únicamente en su estatura, que resulta inversamente proporcional a su edad, maldad e inteligencia:
- Joe, el mayor (y el más bajo), odia fanáticamente a Lucky Luke y es el cerebro de la familia.
- Averell, el menor (y el más alto), rivaliza con Rantanplán en cuanto a estupidez, y al igual que éste, vive pendiente de la comida.

Son personajes frecuentes en la vida de Lucky Luke, al que siempre intentarán dar muerte, aunque siempre serán vencidos por él.

### Joe Dalton

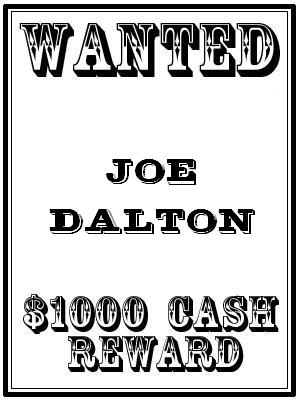
Se busca: Joe Dalton.
De recompensa,
mil dólares en efectivo

Joseph Dalton ("Joe"), el más bajo, el mayor, el más iracundo y el más malvado de los hermanos, es el jefe de la banda y con frecuencia es el artífice de sus fugas de la cárcel y sus diversos planes. Siempre furioso y motivado principalmente por un odio irremediable a Lucky Luke y a Rantanplan, Joe suele golpear al menor de sus hermanos, Averell, por su falta de inteligencia. Joe es rápido en sacar la pistola, pero no es muy buen tirador.
Cuando los hermanos se separan en  la historia "Cavalier seul" (2012), Joe es el único que sigue robando bancos, diligencias y trenes; se instala en un pueblo fantasma para disfrutar sus nuevas riquezas. A veces canta una parodia de la melodía característica de Lucky Luke. En lugar de "Soy un pobre vaquero solitario y estoy muy, muy lejos de casa", canta "Soy un rico forajido solitario y estoy muy, muy lejos de casa".

### William y Jack Dalton
En el medio del cuarteto están William Dalton y John "Jack" Dalton, los hermanos del medio. Tienen personalidades algo indefinidas y actúan sobre todo como amortiguadores entre Joe y Averell, calmando al primero y callando al segundo. A menudo repiten las mismas frases: "¡Cálmate, Joe!", "¡Joe, cálmate!" (a veces Averell), "¡Cállate, Averell!" y "¡Averell, cállate!" (a veces Joe). En su primera aparición, Jack era un maníaco de las armas pronto a disparar, mientras que William un maestro del disfraz. Pero estas características no se mantuvieron en los álbumes posteriores. Cuando Morris creó a los hermanos, como siempre, William solía ser el más bajo de los dos, pero en algunas historias, así como en las series de animación, William pasa a ser el más alto de los dos. Sin embargo, sus personalidades siguen siendo las mismas.
En "Cavalier seul", William se convierte en el jefe de una casa de juego ilegal, mientras que Jack se convierte en un político corrupto. En ambos casos, cuando Lucky Luke llega con órdenes de arresto, descubre que cada hermano ha aprovechado su nuevo estatus para obtener impunidad legal.
En la serie animada de Xilam, Jack (el más bajo de los hermanos del medio) es la mano derecha de Joe, a menudo cuestionando y estando de acuerdo con los planes de Joe, mientras que William (el más alto de los hermanos del medio) se convierte en el ratón de biblioteca de la banda, siendo conocedor de temas que la banda suele ignorar y a veces rompiendo la cuarta pared para explicar algunos hechos al espectador (El concepto de la escafandra, los derechos de la mujer en el siglo XIX, etc.).

### Averell Dalton
Averell Dalton es el más alto, el más joven y el más tonto de los Dalton. Obsesionado principalmente con la comida, Averell es a veces propenso a comer diversos objetos no comestibles, como el jabón, que encuentra delicioso. Su escasa comprensión de cualquier situación y su tendencia a hacer el tonto le convierten en el eslabón más débil de la banda. En realidad, Averell es bastante bondadoso y no está particularmente interesado en actividades delictivas, pero casi no tiene voluntad propia y se limita a seguir a sus hermanos. Le gustan tareas como coser y bailar. Como resultado de su buen comportamiento y su idiotez, las recompensas por su captura suelen ser muy bajas a diferencia de sus hermanos.
Sin embargo, como se muestra en varios álbumes, Averell es perfectamente capaz de cuidarse a sí mismo cuando está solo. Se atreve a llamar a Lucky Luke para un combate cuerpo a cuerpo en el álbum en el que se le presenta (y sin querer desencadena una pelea en la calle fuera de la taberna en la que están él y Luke). Después de que los hermanos se separen en "Cavalier seul", Averell se hace amigo de un chef italiano al que ayuda trabajando en la cocina, ampliando la línea de platos y más tarde se involucra en la extorsión de otros restaurantes de los alrededores y en prácticas mafiosas para expandir la marca. De nuevo, cuando Lucky Luke llega con una orden de arresto, descubre que, en gran parte gracias a Averell, su nueva "familia" ha conseguido impunidad legal. En "La corde au cou" (2006) se muestra a Averell bastante contento con la vida de casado, muy al contrario de sus hermanos (si bien los rasgos personales de sus respectivas esposas indias también podrían ser un factor que ayude a esto).
A pesar de que suele tener un corazón bondadoso, Averell a veces puede ser despreciable. También tiene una relación cambiante con Rantanplan. En algunos libros parece gustarle, pero en otros lo odia, maldice y patea. En particular, a pesar de su enorme afinidad por la comida, Averell es un cocinero mediocre en el mejor de los casos, pero odia que se cuestione la calidad de su comida, como se ve en Dalton City (1969), donde pide que le pasen la pistola de Joe cuando Lucky Luke critica su especialidad, el curry con huevos (aunque al prácticamente omnívoro Rantanplan le gusta el plato).

### Otros Dalton
Hay otros Dalton que aparecen o se mencionan como parientes ficticios de los Dalton históricos:
- Un tío Abigail, que nunca apareció, pero fue mencionado una vez en un episodio de los Dalton. Les dejó a los chicos una vaca.
- En historias posteriores de Lucky Luke también aparece la madre de los Dalton, llamada Ma Dalton, que era la tía ficticia de los Dalton históricos. A diferencia de sus hijos, Ma Dalton era un personaje popular en su zona y los lugareños acordaban mantenerla bien provista de alimentos. Al no querer parecer un objeto de caridad, Ma hacía sus compras con una vieja pistola, de la misma manera que sus parientes masculinos robaban bancos. Los clientes y el personal se limitaban a levantar los brazos y a servirla con una sonrisa. Más tarde, Ma volvió a la delincuencia real, permitiendo que sus hijos se disfrazaran de ella para robar bancos con mayor facilidad (pues los dueños de los bancos dudaban en admitir que habían sido robados por una anciana). De todos sus hijos, parece preferir a Averell, pero ha dicho que es a Joe al que más quiere. Trata a sus hijos ya mayores como si aún fueran niños: le lava la boca a uno de ellos con jabón cuando utiliza un lenguaje abusivo e incluso le da una azotaina a Joe. En La Ballade des Dalton, se dice que ella solía recordarle a Jack que se pusiera el jersey cada vez que ella los llevaba a un asalto. Ma Dalton está inspirada en cierto sentido en la Ma Barker de la vida real.
- El padre de los Dalton nunca aparece en persona, pero se le menciona a menudo. Se supone que Joe es muy parecido a él. Era ladrón de cajas fuertes, pero decidió probar dinamita en su trabajo y murió en la explosión.
- Una de las historias tiene como protagonista a Marcel Dalton, propietario de un banco que vive en Suiza y que es una desgracia para la familia Dalton por su honestidad. Es el único hermano de Ma Dalton y el tío de los hermanos Dalton.
- En la película animada La Ballade des Dalton (y el álbum cómico de adaptación del mismo nombre), se menciona a un tío Henry Dalton. Solo se le ve en un cartel de "Se busca" y también se muestra una estatua suya cerca del final (se parece mucho a Joe). Se habla de él como un gran bandido, inspiración e ídolo para Joe, Jack, William y Averell. En la película, se les dice a los chicos que Henry fue ahorcado. Su testamento estipula que los chicos heredarán su fortuna si matan al juez y al jurado que lo condenaron. Se dice que Henry se parece al padre de los Dalton, del que se dice que permaneció en prisión durante 40 años. Cuando los Dalton son arrestados, la fortuna de Henry es donada a la caridad.
- Otro tío llamado Jim es mencionado una vez en La Guérison des Dalton donde se menciona que fue ahorcado.
- La serie animada de Xilam presenta a Bill Dalton, hermano desaparecido de Ma que robó una maleta que contenía algo valioso.[7]
- También en la serie Xilam, los Dalton conocen a sus primas de Boston, Joana Dalton, Jacqueline Dalton, Wilhemina Dalton y Eva Dalton, que se separan de sus primos para conseguir una herencia de su difunto padre, Jason Dalton.
- En La Guérison des Dalton se menciona una vez a un abuelo que se llama Franky Dalton, padre de Ma Dalton.
- Emmett Jr., como su nombre indica, es el hijo de Emmett Dalton. Es muy parecido a Averell, un glotón y un poco brillante amante de la diversión.